# Przemysko-Dynowski Obszar Chronionego Krajobrazu
Przemysko-Dynowski Obszar Chronionego Krajobrazu – obszar chronionego krajobrazu o łącznej powierzchni 48 475 ha, położony wokół Parku Krajobrazowego Pogórza Przemyskiego i pełniący funkcję otuliny tego Parku. Obejmuje środkowo-wschodnią część województwa podkarpackiego. Obszar składa się z trzech odrębnych części (północnej, zachodniej i wschodniej), należy do niego także enklawa „Bircza”. Jest to obszar podgórski z licznymi, niezbyt wysokimi pasmami i wzgórzami, poprzecinany jest potokami. Najwyższe wzniesienia dochodzą do 430 m n.p.m.
Najatrakcyjniejszymi miejscowościami na omawianym Obszarze są: Dubiecko, Dynów, Babice, Krzywcza i Pruchnik. W sąsiedztwie północno-wschodniej granicy Obszaru, jednak już nie na jego terenie, leży Przemyśl.
Przez teren Obszaru prowadzą 3 oznakowane turystyczne szlaki piesze: żółty, zielony i niebieski. Osobliwością geologiczną są formacje solonośne w Kormanicach, Aksmanicach, Dubiecku i Sólcy.
Spotkać można rzadkie gatunki zwierząt. Do najciekawszych gadów na tym terenie należy żmija zygzakowata; ptaków – jastrząb gołębiarz, myszołów zwyczajny, trzmielojad i bocian czarny; ssaków – gronostaj i kuna leśna.